# Cantone di Langogne
Il Cantone di Langogne è una divisione amministrativa dell'arrondissement di Mende.
A seguito della riforma approvata con decreto del 25 febbraio 2014, che ha avuto attuazione dopo le elezioni dipartimentali del 2015, è passato da 9 a 11 comuni.

## Composizione
I 9 comuni facenti parte prima della riforma del 2014 erano:
- Auroux
- Chastanier
- Cheylard-l'Évêque
- Fontanes
- Langogne
- Luc
- Naussac
- Rocles
- Saint-Flour-de-Mercoire

Dal 2015 i comuni appartenenti al cantone sono diventati 11, ridottisi poi a 10 dal 1º gennaio 2016 per la fusione dei comuni di Naussac e Fontanes per formare il nuovo comune di Naussac-Fontanes.:
- Auroux
- Chastanier
- Cheylard-l'Évêque
- Langogne
- Laval-Atger
- Luc
- Naussac-Fontanes
- Rocles
- Saint-Bonnet-de-Montauroux
- Saint-Flour-de-Mercoire